# USS Southard (DD-207)
USS Southard (DD-207) je bil rušilec razreda Clemson v sestavi Vojne mornarice Združenih držav Amerike.
Rušilec je bil poimenovan po sekretarju za vojno mornarico Samuelu L. Southardu (1787-1842).